# Theophilus Riesinger
Theophilus Riesinger OFM (* 27. Februar 1868 in Deutschland; † 9. November 1941 in Marathon, USA) war ein römisch-katholischer Ordenspriester und Exorzist.

## Leben
Theophilus Riesinger wurde am 29. Mai 1899 im Franziskanerorden zum Priester geweiht. Im Jahre 1928 beauftragte man Riesinger, in die USA zu reisen, um durch Exorzismus einer 46-jährigen Frau zu helfen. Seine Reise führte ihn in das Kloster von Earling, das im Shelby County in Iowa lag. Der Exorzismus beanspruchte an die dreiundzwanzig Tage. Zwei Tage vor Weihnachten wurde die Frau endgültig von der angeblichen dämonischen Beeinflussung befreit.
Pater Theophilus Riesinger schrieb die Begebenheiten im Jahre 1934 auf; sie wurden als Buch veröffentlicht. Riesinger starb am 9. November 1941 im Kloster von Wisconsin.

## Werke
The Earling possession case; an exposition of the exorcism of "Mary", a demoniac. Autoren: Theophilus Riesinger und F. J. Bunse. Buffalo, N.Y., 1934.